# まことじ
まことじは、日本の漫画家。新潟県新潟市出身。2014年3月現在『月刊アクション』（双葉社）で『月が爆発したので』を連載中。

## 経歴・人物
新潟商業高校を卒業後、国家公務員III種試験に現役合格して上京。税務職員として関東圏内で勤務するが、退職し専業の漫画家となる。
もともと、専業の漫画家になる前の2008年ころからニコニコ動画にらき☆すたや、東方Projectの二次創作漫画を投稿していた。公務員が執筆活動をする場合は許可が必要だったので、無償で2009年にはひぐらしのなく頃にのアンソロジー本のイラストを執筆するなどしていた。しかし、ハーヴェスト出版から「税金の知識があって漫画を描けるのはまことじさんしかいない」と前金をテーマにした漫画を描くことを依頼される。単なるイラストを描くにとどまらず，本を出すのなら公務員を辞めざるをえないため、悩んだ末に退職し、2010年に「のうぜい！〜同人作家のための確定申告ナビ〜」を出版し商業デビューを果たす。商業デビュー後も、ニコニコ静画等に漫画を投稿するなどしている。
2013年にはクローン病と診断されたことを明らかにした。また、クローン病は難病であることからネタになる、と考え、『クローン病日記』を執筆するなどしている。
もと税務職員の経歴があるためか、経済をネタにはさむことが多い。ニコニコ動画に投稿された作品でも、東方Projectのキャラクターが減価償却について語り合ったり、会社経営をする話を描いていたりした。

## 作品
- のうぜい！〜同人作家のための確定申告ナビ〜（2010年、ハーヴェスト出版）
- 地球の調査に協力を
- クローン病日記
- 壱億返済日記 -『ニコニコ漫画』
- 男がいる！！ -『ニコニコ漫画』（2015年10月01日-）
- Please go home 遥さま -『GANMA!』
- 翼があっても飛べないわたしは、ゲーム部に入ることにした - 『GANMA!』（2017年2月26日 - 2019年、コミックスマート）
- 絶対天使になりたくない - 『GANMA!』（2019年2月26日 - 2020年3月9日、コミックスマート）
- 7日間!魔王討伐チャレンジ - 『GANMA!』（2020年06月28日-、コミックスマート）